# Charles Hartshorne
Charles Hartshorne, né le 5 juin 1897 à Kittanning (Pennsylvanie) et mort le 9 octobre 2000 à Austin (Texas), est un philosophe américain spécialisé dans la métaphysique et la philosophie de la religion. Il a adapté la philosophie du processus d'Alfred North Whitehead en une théologie du process. Hartshorne a également travaillé sur la notion de l'existence de Dieu, dont il a fourni une preuve inspirée de l'argument ontologique d'Anselme de Cantorbéry.
Parmi les philosophes qui ont influencé sa pensée, figurent Alfred North Whitehead, Charles Sanders Peirce, William Ernest Hocking, Josiah Royce et Jules Lequier. Hartshorne, à son tour, a influencé John B. Cobb et David Ray Griffin.

## Biographie
Il est le fils de Francis Cope Hartshorne, pasteur, et de Marguerite Haughton Hartshorne. Il commence ses études secondaires au Haverford College, en 1915, puis s'engage dans l'armée, durant la guerre, pendant deux ans, où il sert dans le service de santé. Après la guerre, il finit ses études de premier cycle à l'université Harvard, et les poursuit dans cette université, où il obtient un doctorat en philosophie en 1923, en soutenant une thèse intitulée The Unity of All Things. Il obtient une bourse d'études, et suit des cours en Europe, auprès des philosophes Heidegger et d'Husserl.
À son retour à Harvard, il est nommé assistant et obtient une bourse de recherche. Il réalise l'édition scientifique des archives de Charles Sanders Peirce, avec Paul Weiss. Durant une année, il est l'assistant d'Alfred North Whitehead, dont la pensée exerce sur lui une influence importante. En 1928, il est nommé au département de philosophie de l'université de Chicago, où il enseigne durant le reste de sa carrière académique, jusqu'en 1955, à l'exception d'un séjour en Australie.

## Publications
- The Philosophy and Psychology of Sensation, Chicago: Chicago University Press, 1934, reprint Kennikat Press 1968
- Beyond Humanism: Essays in the New Philosophy of Nature, Chicago/New York: Willett, Clark & Co, 1937 (also published as Beyond Humanism: Essays in the Philosophy of Nature by University of Nebraska Press, 1968)
- Man's Vision of God and the Logic of Theism, Willett, Clark & company, 1941, reprint Hamden: Archon, 1964,  (ISBN 0-208-00498-X)
- The Divine Relativity: A Social Conception of God, (Terry Lectures), New Haven: Yale University Press, 1948, reprint ed. 1983,  (ISBN 0-300-02880-6)
- The Logic of Perfection and other essays in neoclassical metaphysics, La Salle: Open Court, 1962, reprint ed. 1973,  (ISBN 0-87548-037-3)
- Philosophers Speak of God, edited with William L. Reese, University of Chicago Press, 1963, Amherst: Humanity Books, reprint ed. 2000,  (ISBN 1-57392-815-1) (fifty selections spanning the breadth of both eastern and western thought)
- Anselm's Discovery, La Salle: Open Court, 1965
- A Natural Theology for our Time, La Salle: Open Court, 1967, reprint ed. 1992,  (ISBN 0-87548-239-2)
- Creative Synthesis and Philosophic Method, S.C.M. Press, 1970,  (ISBN 0-334-00269-9)
- Reality as Social Process, New York: Hafner, 1971
- Whitehead's Philosophy: Selected Essays, 1935-1970, University of Nebraska Press, 1972,  (ISBN 0-8032-0806-5)
- Aquinas to Whitehead: Seven Centuries of Metaphysics of Religion, Marquette University Publications, 1976,  (ISBN 0-87462-141-0)
- Whitehead's View of Reality, with Creighton Peden, New York: Pilgrim Press, rev. ed. 1981,  (ISBN 0-8298-0381-5)
- Insights and Oversights of Great Thinkers: : An Evaluation of Western Philosophy, Albany: State University of New York Press, 1983,  (ISBN 0-87395-682-6)
- Creativity in American Philosophy, Albany: State University of New York Press, 1984,  (ISBN 0-87395-817-9)
- Omnipotence and Other Theological Mistakes, Albany: State University of New York Press, 1984,  (ISBN 0-87395-771-7)
- Wisdom as Moderation, Albany: State University of New York Press, 1987,  (ISBN 0-88706-473-6)
- The Darkness and The Light: A Philosopher Reflects upon His Fortunate Career and Those Who Made It Possible, Albany: State University of New York Press, 1990,  (ISBN 0-7914-0337-8)
- Born to Sing: An Interpretation and World Survey of Bird Song, Indiana Univ Press, 1992,  (ISBN 0-253-20743-6)
- The Zero Fallacy: And Other Essays in Neoclassical Philosophy, edited with Mohammad Valady, Open Court, 1997,  (ISBN 0-8126-9324-8)

#### Ouvrages généraux
- Randall E. Auxier and Mark Y. A. Davies (éds.), Hartshorne and Brightman on God, Process, and Persons: The Correspondence 1922-1945, Nashville, Vanderbilt University Press, 2001.
- John B. Cobb and Franklin I. Gamwell (éds.), Existence and Actuality: Conversations with Charles Hartshorne, Chicago, University of Chicago Press, 1984,  (ISBN 0-226-11123-7), [lire en ligne]
- (Mélanges) William L. Reese and Eugene Freeman (éds.), Process and Divinity: The Hartshorne Festschrift, La Salle, Open Court, 1964.
- Michel Weber and Will Desmond, (eds.), Handbook of Whiteheadian Process Thought, Ontos Verlag, 2008.

#### Études
- Charles Birch, On Purpose (Kensington: New South Wales University Press, 1990).
- Delwin Brown, Ralph E. James and Gene Reeves, eds. Process Philosophy and Christian Thought (Indianapolis: Bobbs-Merrill, 1971).
- John B. Cobb, God and the World (Philadelphia: Westminster, 1969).
- Carol P. Christ, She Who Changes: Re-imagining the Divine in the World, Palgrave Macmillan, 2003,  (ISBN 1-4039-6083-6)
- George L. Goodwin, Ontological Argument of Charles Hartshorne, Scholars Press, 1978,  (ISBN 0-89130-228-X), published dissertation
- Schubert Ogden, The Reality of God and Other Essays (New York: Harper & Row, 1966).
- Donald W. Viney, Charles Hartshorne and the Existence of God, préface de Charles Hartshorne, State University of New York Press, 1985,  (ISBN 0-87395-907-8)  (ISBN 0-87395-908-6).
- Santiago Sia (éd.), Charles Hartshorne's Concept of God: Philosophical and Theological Responses, Springer, 1989,  (ISBN 0-7923-0290-7)
- Santiago Sia, Religion, Reason, and God: Essays in the Philosophies of Charles Hartshorne and A.N. Whitehead, Peter Lang Publisher, 2004,  (ISBN 3-631-50855-7)

#### Critiques
- Gregory A. Boyd, Trinity and Process: A Critical Evaluation and Reconstruction of Hartshorne's di-polar theism towards a Trinitarian Metaphysic, New York, Peter Lang, 1992.
- Robert J. Connelly, Whitehead vs. Hartshorne: Basic Metaphysical Issues, Washington D.C., University Press of America, 1981.
- Daniel A. Dombrowski, Hartshorne and the Metaphysics of Animal Rights, Albany, State University of New York Press, 1988.
- Daniel A. Dombrowski, Analytic Theism, Hartshorne, and the Concept of God, Albany: State University of New York Press, 1996.
- Alan Gragg, Charles Hartshorne, Waco, Word Publishing, 1973.
- Colin Gunton, Becoming and Being: The Doctrine of God in Charles Hartshorne and Karl Barth, Oxford: Oxford University Press, 1978.
- Lewis Edwin Hahn, ed. The Philosophy of Charles Hartshorne, La Salle: Open Court, 1991.
- Douglas Pratt, Relational Deity: Hartshorne and Macquarrie on God, Lanham: University Press of America, 2002.
- Edgar A. Towne, Two Types of Theism: Knowledge of God in the thought of Paul Tillich and Charles Hartshorne, New York: P. Lang, 1997.